# TT Водолея
TT Водолея (лат. TT Aquarii), HD 216676 — одиночная переменная звезда в созвездии Водолея на расстоянии приблизительно 3378 световых лет (около 1036 парсеков) от Солнца. Видимая звёздная величина звезды — от +9,2m до +8,3m.

## Характеристики
TT Водолея — красный гигант, пульсирующая полуправильная переменная звезда типа SRB (SRB) спектрального класса M5 или M3III. Эффективная температура — около 3305 К.